# 長崎インターチェンジ
長崎インターチェンジ（ながさきインターチェンジ）は、長崎県長崎市早坂町にある長崎自動車道のインターチェンジであり、長崎自動車道の終点である。

## 道路
- E34 長崎自動車道（13番）
- E34 ながさき出島道路

## 歴史
- 2004年3月27日：長崎IC - 長崎多良見IC開通。これにより長崎自動車道は全線開通した。

## 料金所
総ブース数：9

### 入口
- ブース数：3
  - ETC専用：２
  - 一般：１

### 出口
ブース数：6
- ブース数：3
  - ETC専用：２
  - 一般：１

#### ながさき出島道路方面
オレンジ色でながさき出島道路 Nagasaki-Dejima ROADと書かれており、区別されている。また、一般レーンは国道324号方面と区別するため、通常の緑色ではなくオレンジ色で出島道路と書かれている。
- ブース数：3
  - ETC専用：1
  - 一般：2

## 接続する道路
- 国道324号
- E34 ながさき出島道路
- 長崎県道51号長崎南環状線
- 長崎外環状線（計画線、着工中）

## 案内板
- 13 長崎

長崎インターは直前までトンネルが存在するため、1km前等の予告標識は小型の標識しか存在しない。なお、直前にある標識は本線料金所の案内を兼ねており（出口と出島道路接続でレーンが違うため）、以下のような案内がされている。
- （左）女神大橋（有料道路）野母崎・茂木方面  国道324号
- （右）ながさき出島道路（長崎市街）方面（有料）

## 周辺
- 長崎女子短期大学
- 長崎女子短期大学付属幼稚園
- 長崎市立愛宕小学校

以下、ながさき出島道路を経由
- 長崎水辺の森公園
- 長崎みなとメディカルセンター（旧称：長崎市民病院）
- 活水女子大学
- 海星高等学校
- 長崎県美術館
- 大浦天主堂
- グラバー園
- 出島
- 長崎新地中華街
- 長崎港

## 隣
E34 長崎自動車道
(13) 長崎IC - (12) 長崎芒塚IC（当インター方面からの流出は不可） - (11) 長崎多良見IC

## 特記事項
- 長崎市中心部へは接続する国道324号もしくは有料道路のながさき出島道路を経由することで向かう事ができる。また、長崎市の茂木町方面へ向かう事も可能であり、天草灘（フェリー経由で天草市方面に至る）方面へ向かうインターチェンジでもある。
- 2011年2月に長崎県道51号長崎南環状線と接続したため、長崎ICからそのまま長崎港を横断する女神大橋へ直通することができる。
- ながさき出島道路もETCによる無線通行が可能である。また、長崎自動車道からながさき出島道路を利用する場合は、高速道路区間の料金に加えて有料道路区間の料金がまとめて請求される。これにより、出島道路で再度停車して精算を行う必要なくトンネルを利用することができる。逆の場合もETCによる無線通行が可能であるが、出島道路の料金所を通過した後に国道324号方面からの接続道路と合流し、長崎自動車道の料金所を通る形になるため料金は別々に支払う形になる。
- 次の長崎芒塚ICは佐賀方面にのみ接続するハーフICであるため、当インターより入場して最初の一般道出口は長崎多良見ICとなる。